# Leptasterias siberica
Leptasterias siberica is een zeester uit de familie Asteriidae.
De wetenschappelijke naam van de soort werd in 1930 gepubliceerd door Alexander Michailovitsch Djakonov.